# Президентські вибори в Індонезії 2014
Президентські вибори в Індонезії пройшли 9 липня 2014 року. Повноваження нового президента Індонезії триватимуть п'ять років. На цих виборах свої кандидатури виставили: Прабово Субіанто з кандидатом на пост віце-президента Хаттой Раджасой проти Джоко Відодо і Юсуфа Калла.
Діючий президент Індонезії Сусіло Бамбанг Юдойоно не міг виставляти свою кандидатуру в силу заборони конституцією балотуватися на третій термін.
Згідно із законом про вибори 2008року, тільки партії або коаліції, контролюючі 20% місць у Раді народних представників або отримали 25% голосів виборців на парламентських виборах 2014 року, мають право висунути кандидата. Цей закон був оскаржений в Конституційному суді, але в кінці січня 2014року суд постановив, що цей закон буде застосовуватися на ці вибори.
Так як ні одна партія не подолала цей поріг на парламентських виборах, були сформовані дві коаліції: перша коаліція на підтримку Субіанто-Раджаса включає Gerindra/Golkar/PPP/PKS/PAN; друга коаліція для підтримки Відодо-Калла включає PDI-P/Hanura/NasDem/PKB.

## Особливості законодавства
Вибори проводяться під керівництвом Виборчої Комісії Індонезії (індонез. Komisi Pemilihan Umum) і здійснюються згідно із Законом № 42 від 2008 року про вибори президента і віце-президента.
Важливою вимогою, викладених у пункті 9 Закону № 42, є те, що висувати кандидатів на президентських виборах можуть тільки партії (чи коаліції партій), які мають не менше 20% місць у Раді народних представників або отримали 25% голосів на попередніх виборах в Раду. На практиці ці умови встановлюють досить високу планку для висування, і внаслідок цього, тільки кандидати, підтримувані одній з основних партій, і, можливо, з кількома невеликими партіями, зможуть виконати ці умови. Серед іншого, наслідком цієї вимоги, є суворе обмеження кількості кандидатів, можуть висуватися на посаду президента.

## Система голосування
Система електронного голосування розроблялася для всіх виборів 2014 года. Основою системи голосування є електронні посвідчення особи, випробувані в шести районах і містах, а саме в Паданг (Західна Суматра), Денпасар (Балі), Джембране (Балі), Джокьякарті (Java), Чилегон (Західна Ява) і Макасар (Південний Сулавесі).

## Політичні партії і блоки
Кандидати в президенти висуваються індивідуально (поряд з віце-президентом), однак, підтримка з боку основних політичних партій відіграє ключову роль у наданні впливу на результат виборів. Частково з цієї причини, дуже мінлива карта політичних партій в Індонезії сприяє невизначеності політичних тенденцій напередодні президентських виборів. В останні роки кількість політичних партій, які беруть участь в основних виборах (національний і регіональні парламенти, і президентські вибори) зазнала безліч змін:
- 2004 року 24 партії брали участь у виборах, і 16 з них отримали достатню кількість місць, для подання в парламенті.
- 2009 року 38 партій брали участь у виборах, і 9 з них отримали достатню кількість місць, для подання в парламенті.
- 2014 року 12 партій брали участь у виборах 9 квітня і ще три були уповноважені висувати кандидатів у провінції Ачех. Очікується, що кандидатам у президенти, котрий сподівається організувати ефективну кампанію, потрібно буде заручитися підтримкою хоча б однієї із основних партій, так і декількох інших дрібніших партій.

1 липня Партія демократів, очолювана нинішнім президентом Індонезії Сусіло Бамбангом Юдхойоно, ухвалила рішення підтримати Прабово Субіанто. Раніше, посол США в Індонезії Роберт Блейк направив в «The Wall Street Journal» послання електронною поштою, в якому заявив: «Ми серйозно ставимося до звинувачень у порушенні прав людини і закликаємо уряд Індонезії ретельно перевірити такі звинувачення». В Індонезії ці слова визнали виступом проти Прабово Субіанто, щодо якої висували звинувачення у викраденні студентів-активістів в 1998 році, коли він обіймав посаду командувача спецназом. І як сказав міністр закордонних справ Індонезії Марті Наталегава, «хоча це заява може бути повторенням давньої і загальної точки зору США в Індонезії та інших країнах, проте в нинішньому контексті вибір часу і природа послання відображають брак здорового судження, з яким важко примириться».
4 липня Конституційний суд Індонезії постановив, що президентські вибори пройдуть в один тур незалежно від результатів голосування в окремих провінціях. Оголошуючи вердикт, суддя Хамдан заявив, що «конституційний суд дотримується думки, що при висуненні кандидатів у президенти всі регіони Індонезії вже виявляються представлені. Це означає, що якщо є лише дві пари кандидатів, то переможцем стане та з них, що отримає більше голосів».

## Голосування

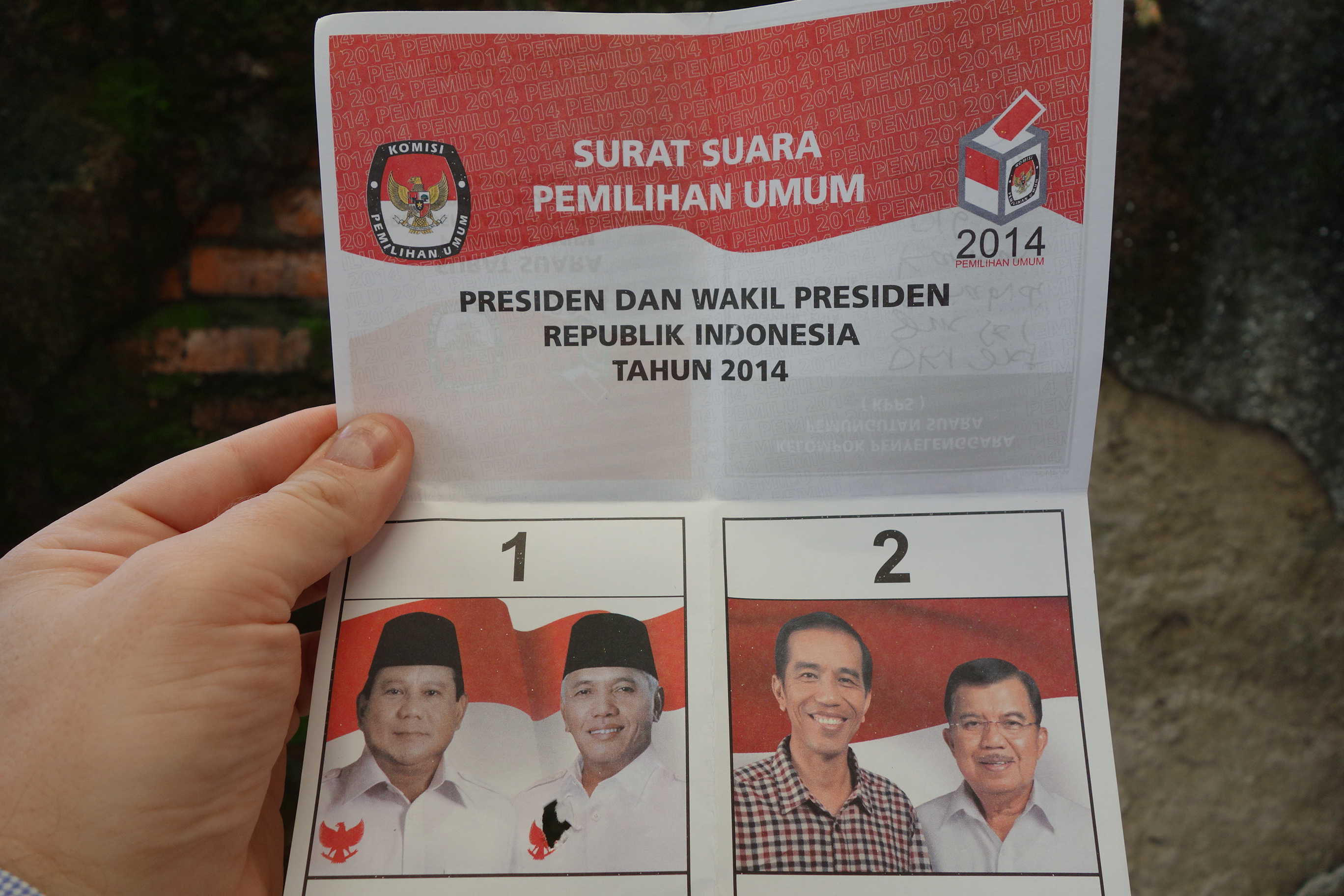
Виборчий бюлетень, поданий за П.Субіанто (проколене отвір у лівій частині бюлетеня)

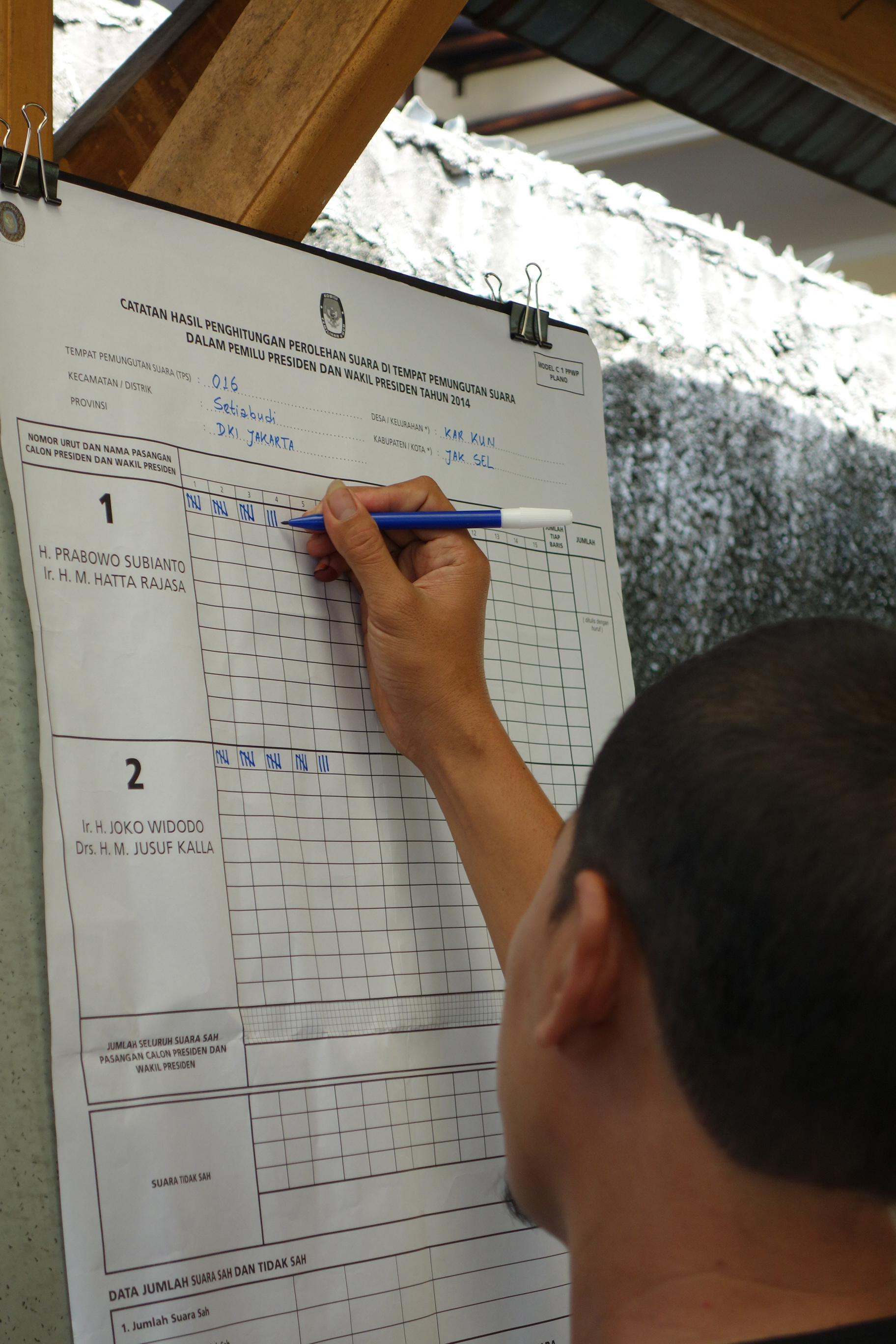
Підрахунок голосів на дільниці

Виборчі дільниці відкрилися о 07.00 за місцевим часом і завершили свою роботу в 13.00 — всього 6 годин (з 04.00 до 10.00 за московським часом). Голова Центральної Виборчої Комісії Індонезії Хусні Каміл Маник сказав, що «ми сподіваємося, що виборці і спостерігачі разом зможуть убезпечити процес виборів від якихось неприємних ситуацій від початку до кінця голосування». Правом голосу в Індонезії володіють близько 190 млн виборців. Були відкриті 480 тисяч виборчих дільниць. Урни для бюлетенів були доставлені навіть у важкодоступні райони. Безпеку забезпечували 250 тисяч поліцейських і 23 тисячі військовослужбовців.
За попередніми даними Джоко Відодо лідирує, набираючи 55,93% голосів, а Прабово Субіанто — 44,07%. Явка склала 71,09%. Сам Відодо вже заявив про свою перемогу, як і Субианто.
Згідно спільного опитування Центру стратегічних і міжнародних досліджень (CSIS) і Cyrus Network 8 тисяч тих, що проголосували на двох тисячах виборчих дільниць по всій країні, за Відодо — 45,1%, Субіанто — 42,2%. За даними опитування Saiful Mujani Research and Consulting (SMRC) з урахуванням 97,75% поданих голосів, за Відодо — 52,88%, Субіанто — 47,22%. В газеті Kompas пишеться відповідно про 53,41% проти 46,59%, а державне радіо Індонезії повідомляє про 52,48% і 47,52% (81,6% поданих голосів). Офіційні підсумки виборів будуть оголошені 22 липня, інавгурація нового президента відбудеться 20 жовтня.

## Підсумок
22 червня перед оголошенням результатів були посилені заходи безпеки, а саме, у виборчої комісії в Джакарті в охороні порядку були задіяні більше трьох тисяч поліцейських, а в інших містах країни — ще 250 тисяч. За кілька годин до оголошення результатів Прабово Субіанто, заявив про свій вихід з виборчої гонки, через те, що при підрахунку голосів були допущені масові порушення «небувалого розмаху» (за законодавством Індонезії в тому випадку, якщо претендент виходить з президентської гонки, його можуть судити і засудити до п'яти років позбавлення волі). Проте пізніше прихильники Субіанто пояснили, що він відмовився від участі своїх представників в остаточному підрахунку голосів, але не в самих виборах.
Пізніше, Виборча комісія Індонезії оголосила підсумки виборів. За даними підрахунку бюлетенів в 33 з 34 провінцій Індонезії, Джоко Відодо набрав 53,15% голосів, Прабово Субианто — 46,85%. Відодо вже повідомив про те, що вважає минулі вибори найпрозорішими за всю історію Індонезії.